# Santa María (Huila)
Santa María – miasto w Kolumbii, w departamencie Huila.